# Salomo
För andra betydelser, se Salomo (olika betydelser).
Salomo (hebreiska שְׁלֹמֹה) var enligt Gamla Testamentet kung över Israel under 900-talet f.Kr. och regerade i 40 år. Han hade även tillnamnet Jedidjah (som betyder "Herrens älskade") och var son till kung David och Batseba. Han är känd för sin vishet och för att vara den som fick genomföra sin fars planer på att bygga templet i Jerusalem. Salomo var den tredje och siste kungen över det enade israeliska riket.
Vid sidan av tempelbygget under sitt fjärde regeringsår är det framförallt den vise och förnuftige Salomo som han har gjort sig känd som. Därtill kommer berättelserna om hans kärleksintresse för kvinnor. Han var även känd utanför landets gränser, vilket berättelsen om besöket av drottningen av Saba från det avlägsna Sydarabien vittnar om.
Att Salomo var en verklig historisk person har ifrågasatts av forskare eftersom det inte finns några skrifter eller arkeologiska fynd från den tiden som kan bekräfta hans existens.

## Islam
Salomo omnämns i Koranen under namnet Sulayman (arabiska: سليمان). Han räknas till de 25 islamiska profeterna.

## Bibelböcker som förknippas med Salomo

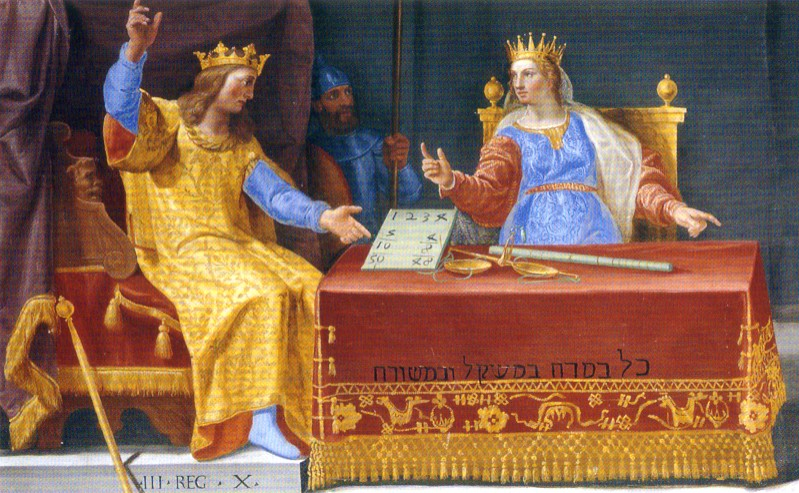
Salomo och drottningen av Saba, utförd av Pellegrino Tibaldi 1586.

- Första Konungaboken
- Andra Krönikeboken
- Ordspråksboken
- Predikaren
- Höga visan
- Salomos vishet